# Terminology
Terminology is een terminalemulator voor Enlightenment. Terminology werkt op Linux en Unix-achtige systemen die gebruikmaken van het X Window System of Wayland. Daarnaast is er ook ondersteuning voor de framebuffer van Linux, waardoor multimediagebruik mogelijk wordt zonder dat daarvoor X11 of Wayland nodig is.

## Functies
- Tabbladen en panelen: meerdere sessies in één terminalvenster
- Aanraakondersteuning
- Afbeeldingen, video's en documenten tonen in een terminalvenster
- Link- en mailto-detectie
- Thema's en transparantie
- Bij het herschalen wordt de inhoud van het venster aangepast aan de nieuwe grootte.
- Ondersteuning voor 256 kleuren